# 삼덕도서관
삼덕도서관은 경기도 안양시에 있는 도서관이다.

## 역사
2013년 1월 건립계획이 수립됐고 같은 해 4월 안양시의회 보사환경위원회가 삼덕공원 주변 공공도서관 건립 예정지를 방문 다양한 현장 활동을 했다. 2013년 12월 최대호 안양시장이 신년사에서 삼덕공원 주변에 공공도서관을 착공하여 시민이 양질의 지식정보서비스를 쉽게 제공받을 수 있는 튼실한 교육터전을 마련해 나가겠다고 발언했다.
2014년 5월 조전혁 경기도교육감 후보와 이필운 안양시장 후보 그리고 홍춘희 기초의원 후보는 제6회 지방 선거공약을 발표하면서 삼덕도서관 신설을 밝혔다. 같은 해 7월 18일 이필운 안양시장의 시정연설에서 조속히 삼덕도서관을 건립하겠다 했으며 며칠 뒤인 28일에 안양시는 2016년 4월까지 만안구 삼덕공원 내 시립도서관 건립을 밝혔다. 같은 해 11월 21일 이필운 안양시장은 시정연설에서 삼덕공원에 도서관을 건립하겠다는 것을 밝혔다.
2015년 경기도의회 교육위원회 명상욱 의원이 삼덕공원 주변 공공도서관 사업에 필요한 필요한 사업비 10억 원을 도 시책추진보전금에서 확보해 사업 추진에 탄력을 받게 됐다. 같은 해 11월 2일부터 안양시 석수도서관이 삼덕공원 주변 공공도서관의 명칭을 공모하여 같은 해 12월 삼덕도서관으로 선정됐다. 이후 2015년 11월 26일과 2016년 3월 안양시의회 보사환경위원회가 삼덕공원 주변 공공도서관 건립현장을 방문 해 진척상황을 점검했다. 같은 해 9월 2일에 준공이 완료 됐으며 10월 31일에 개관했다.

## 시설 현황

### 청소년 특성화
삼덕도서관은 "청소년" 분야를 특성화 주제로 삼아 청소년을 위한 도서 및 시설이 있는데 2층의 종합자료실에 "청소년인문학" 서가를 별도로 만들어 청소년 시기에 읽어야할 약 2000여권의 인문학 서적을 비치했고 서가 옆에 책상을 둬 자유롭게 앉아 책을 볼 수 있도록 환경도 마련했다. 또한, 종합자료실 옆에는 청소년문화교실을 만들어 작품 전시회나 동아리 활동, 독서회 모임 등을 할 수 있도록 했고 시험기간이 되면 이곳을 공부방으로 만들어 독서실 가기가 힘든 학생들이 자유롭게 공부할 수 있도록 했다.
삼덕도서관 조윤숙 관장은 "도서관 인근에 초등학교부터 중·고등학교, 대학교 등 16개의 학교가 위치하고 있는데다, 도서관 앞이 학생들의 통학로이기 때문에 이들을 위한 특성화도서관을 자연스럽게 기획하게 됐다"며 "청소년들이 도서관을 친근한 공간이자 자주 들러 책을 읽는 곳으로 여기며 책과 문화를 가까이했으면 좋겠다"고 설명했다.